# Iglesia de Nuestra Señora del Carmen (La Eliana)

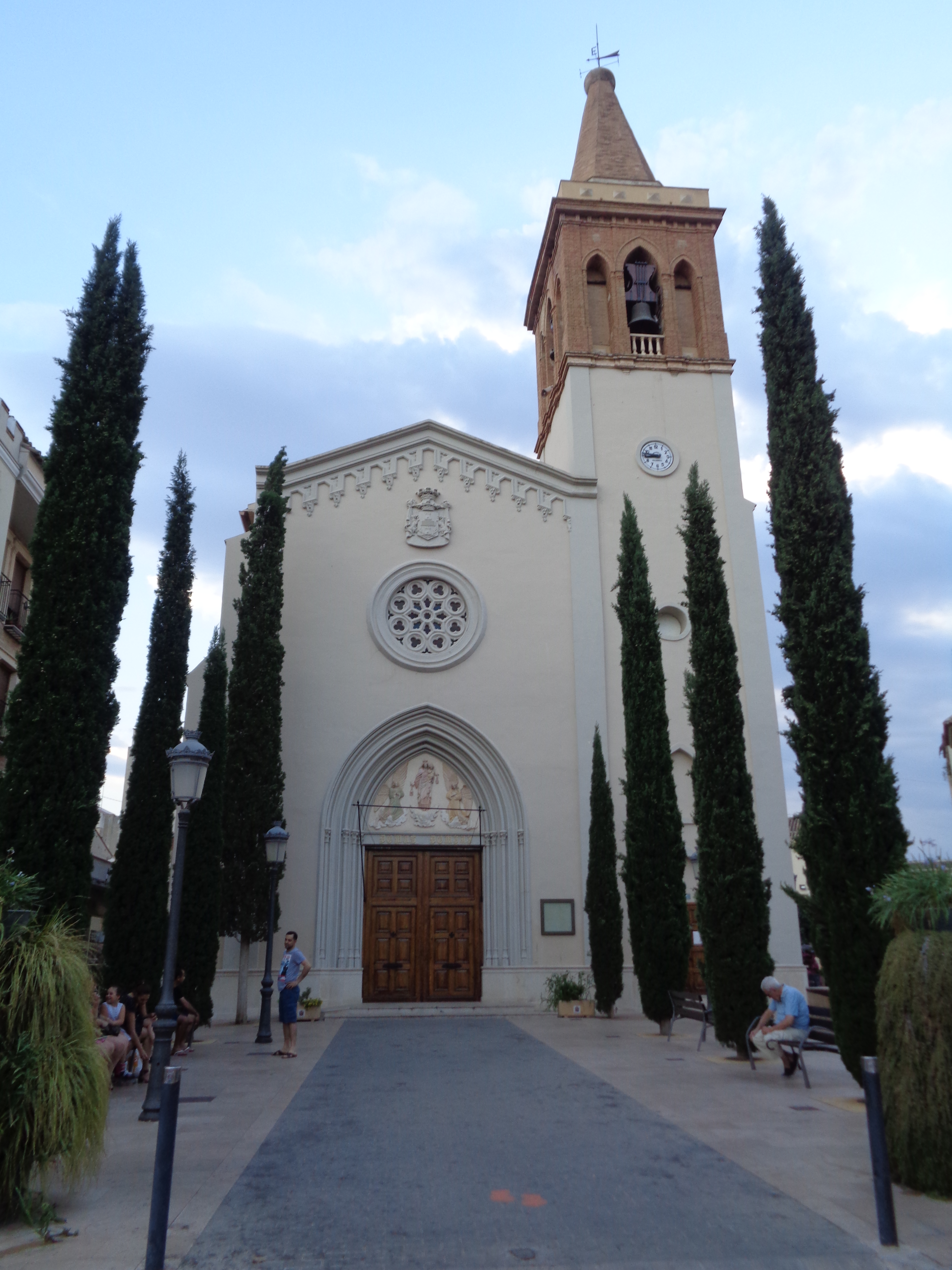
Fachada principal de la iglesia.

La Iglesia parroquial Nuestra Señora de Carmen es una iglesia de estilo neogótico situada en el municipio de La Eliana (Provincia de Valencia, España).
El edificio tiene una planta rectangular, con una sola nave con capillas a los laterales, de estilo neogótico. Hay una torre campanario adosada con fachada dentro del rectángulo de la planta.
El arquitecto fue José Camaña Laymón y el maestro de obras José Roig, de Bétera.
Actualmente goza del nivel de protección de Bien de Relevancia Local.

## Campanas[3]
- Santísimo Cristo del Consuelo, 1928
- Cristo del Consuelo, 1958
- Ave Maria, 1978
- La Eliana, 1978
- Encarnación, 2003